# Безуглов, Анатолий Алексеевич
Анато́лий Алексе́евич Безу́глов (11 ноября 1928, станица Будённовская, Пролетарский район, Ростовская область — 5 января 2022, Кисловодск) — российский и советский юрист. Доктор юридических наук, педагог. Профессор Международной академии маркетинга и менеджмента, президент Академии финансов, экономики и права России (с 1993), лидер партии «Юристы за достойную жизнь и права человека», действительный член Российской академии адвокатуры им. Ф. Н. Плевако, действительный член РАЕН (1992). Писатель, драматург и сценарист. Телеведущий.
Заслуженный деятель науки РСФСР.

## Биография
Окончил Московский юридический институт. Шесть лет работал прокурором уголовно-судебного отдела Прокуратуры СССР. Позже — в редакциях газет, журналов, в Агентстве печати «Новости». Заведовал кафедрой Московского государственного юридического университета.
Член Союза писателей СССР. Президент Российского творческого союза «Детектив». Издатель и шеф-редактор журнала «Интерпол-Москва».
С 1972 по 1978 год — ведущий телевизионной программы «Человек и закон» на Центральном телевидении СССР. Был первым ведущим телепередачи.
Удостоен ряда литературных премий, в том числе, первой премии конкурса МВД СССР и Союза писателей СССР. За литературное творчество он удостоен золотой медали имени Н. Кузнецова.
О своей дружбе с Безугловым упоминал А. Г. Звягинцев.
Скончался 5 января 2022 года в Кисловодске на 94-м году жизни.

## Литературное творчество
Дебютировал в начале 1960-х годов.
А. А. Безуглов — известный автор детективных повестей и романов. Ряд произведений написал совместно с Юрием Кларовым. Многие произведения писателя переведены в республиках СССР и за границей.
Кроме детективов, является автором книг в области юриспруденции, правоведения, государственно-правового строительства («Конституционное право России» — М.: ООО «Профобразование», 2002. — Т. 2. — С. 566. — ISBN 5-94297-030-0, в соавт.)

## Научные труды

### Монографии
- Безуглов А. А. Пришедшие из мрака. — М.:Госюриздат, 1960

## Литературные произведения
- Конец Хитрова рынка (с Ю. Кларовым)
- Следствием установлено
- В полосе отчуждения (с Ю. Кларовым)
- Покушение (с Ю. Кларовым)
- Следователь по особо важным делам,
- Преступники,
- Факел сатаны
- Чёрная вдова,
- Хищники
- Прислушайтесь к городу…
- Прокурор
- Приключения Имса, или Приключения на обитаемом острове
- Сигнал тревоги
- По запутанному следу: Повести и рассказы о сотрудниках уголовного розыска
- Ошибка в объекте
- Мафия
- Изувер
- Инспектор милиции
- Записки прокурора
- В кабинете следователя и в зале суда
- Змееловы
- За строкой приговора…
- Неожиданное доказательство
- Чудак? Влюбленный…
- Кто виноват!

Автор многих киносценариев и пьес, среди них:
- Друг Тыманчи
- Дела давно минувших дней…
- Когда дрожит земля
- И ты увидишь небо
- Сувенир для прокурора
- Хищники
- Заложники «Дьявола»